# بوتلیلیس
بوتلیلیس (به عربی: بوتلیلیس) یک شهرداری در الجزایر است که در ناحیه بوتلیلیس واقع شده‌است. بوتلیلیس ۱۳۵٫۹۷ کیلومتر مربع مساحت و ۲۳٬۹۲۰ نفر جمعیت دارد.